# Pieter van der Weyde
Pieter van der Weyde (dertiende eeuw), ook genaamd Petrus de Werda, Pieter de Weide of Petrus de Weida, was burgemeester van Brugge.

## Levensloop
Petrus de Werda behoorde in zijn tijd tot de regelmatige bestuurders van de stad.
Hij was tweemaal gemeenteraadslid, viermaal schepen, eenmaal burgemeester van de raadsleden en tweemaal burgemeester van de schepenen, als volgt:
- 1269-1270: burgemeester van de schepenen
- 1274-1275: schepen
- 1278-1279: schepen
- 1279-1280: burgemeester van de raadsleden
- 1280-1281: burgemeester van de schepenen
- 1283-1284: schepen
- 1288-1289: raadslid
- 1289-1290: schepen

In 1280, tijdens zijn tweede mandaat als burgemeester, brak de grote brand uit in de Hallen, waarbij alle archieven van de stad teloorgingen, onder meer de documenten ter bevestiging van vrijheden en voorrechten. De moeizame inspanningen begonnen toen om van de regerende vorst of van andere verlenende overheden de bevestiging van de vroeger verleende vrijheden en voorrechten te bekomen, zo niet af te dwingen.
In hetzelfde jaar 1280 was er de ambachtelijk opstand van de Moerlemaye, waar Van der Weide eveneens mee te maken kreeg.

## Bron
- Dirk VANDENAUWEELE, Schepenbank en schepenen te Brugge (1127-1384). Bijdrage tot de studie van een gewone stedelijke rechts- en bestuursinstelling, met lijst van Wetsvernieuwingen van 1211 tot 1357, doctoraatsverhandeling (onuitgegeven), Katholieke Universiteit Leuven, 1977.